# Henophyton deserti
Henophyton deserti är en korsblommig växtart som först beskrevs av Ernest Saint-Charles Cosson och Michel Charles Durieu de Maisonneuve, och fick sitt nu gällande namn av Ernest Saint-Charles Cosson och Michel Charles Durieu de Maisonneuve. Henophyton deserti ingår i släktet Henophyton och familjen korsblommiga växter. Inga underarter finns listade i Catalogue of Life.